# Ravenna (Kentucky)
Ravenna é uma cidade localizada no estado americano de Kentucky, no Condado de Estill.

## Demografia
Segundo o censo americano de 2000, a sua população era de 693 habitantes.
Em 2006, foi estimada uma população de 679, um decréscimo de 14 (-2.0%).

## Geografia
De acordo com o United States Census Bureau tem uma área de
1,0 km², dos quais 1,0 km² cobertos por terra e 0,0 km² cobertos por água.

## Localidades na vizinhança
O diagrama seguinte representa as localidades num raio de 32 km ao redor de Ravenna.